# Шухурдино
Шухурдино — деревня в Камешковском районе Владимирской области России, входит в состав Брызгаловского муниципального образования.

## География

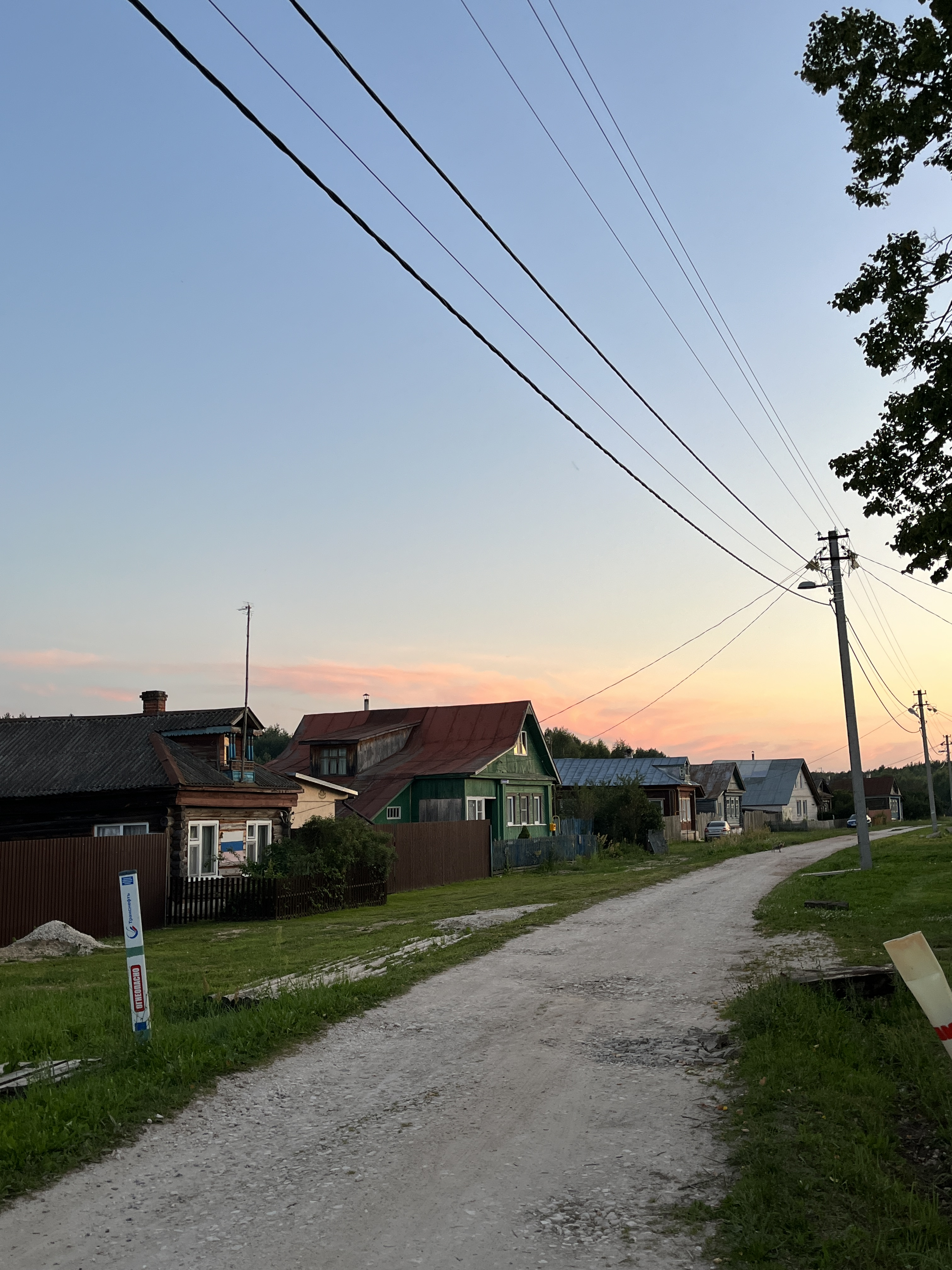
Вечер в Шухурдино. Июль 2025.

Деревня расположена в 4 км на запад от центра поселения посёлка имени Карла Маркса и в 11 км на север от райцентра Камешково.

## История
Шухурдино входило в состав Усольской вотчины Суздальского Покровского женского монастыря и принадлежало ему вплоть до 1764 года, а затем перешло в казённое ведомство.
В конце XIX — начале XX века деревня входила в состав Малышевской волости Ковровского уезда, с 1926 года — в составе Эдемской волости. В 1859 году в селе числилось 29 дворов, в 1905 году — 63 двора, в 1926 году — 84 дворов.
С 1929 года деревня являлась центром Шухурдинского сельсовета Ковровского района, с 1940 года — в составе Брызгаловского сельсовета Камешковского района, с 2005 года — в составе Брызгаловского муниципального образования.

## Население
| 1859 | 1905 | 1926 | 2002 | 2010 | 2021 |
| ---- | ---- | ---- | ---- | ---- | ---- |
| 229  | ↗344 | ↗473 | ↘26  | ↗42  | ↗86  |